# Borbála
A Borbála magyar női név a görög Barbara név átvétele. A fejlődés a Barbára – Borbára – Borbála alakokkal ment végbe. Jelentése: idegen, külföldi nő.

## Rokon nevek
Babiána, Bara, Barbara, Babita, Barbarella, Biri, Bora, Borcsa, Bori, Boris, Boriska, Borka, Boróka, Varínia

## Gyakorisága
A Borbála 16-18. században rendkívül gyakori név volt, 1967-ben 150-en kapták ezt a nevet. Az újszülötteknek adott nevek körében az 1990-es években már ritkán fordult elő. A 2000-es években a 67-88., a 2010-es években az 59-68. helyen állt a 100 leggyakrabban adott női név között.
A teljes népességre vonatkozóan a Borbála a 2000-es években az 51-60., a 2010-es években a 60-65. volt a 100 leggyakrabban viselt női név között.

## Névnapok
- december 4.[2]

A Borbála-napon vágták a borbálaágat. Az ország egyes vidékein cseresznyefaágat, máshol kilencféle gyümölcsfa ágát vagy orgonabokor ágat tesznek vízbe. Ha karácsonyra kivirágzik, akkor az azt jelenti, hogy az újévre férjhez mennek a lányok.

## Híres Borbálák

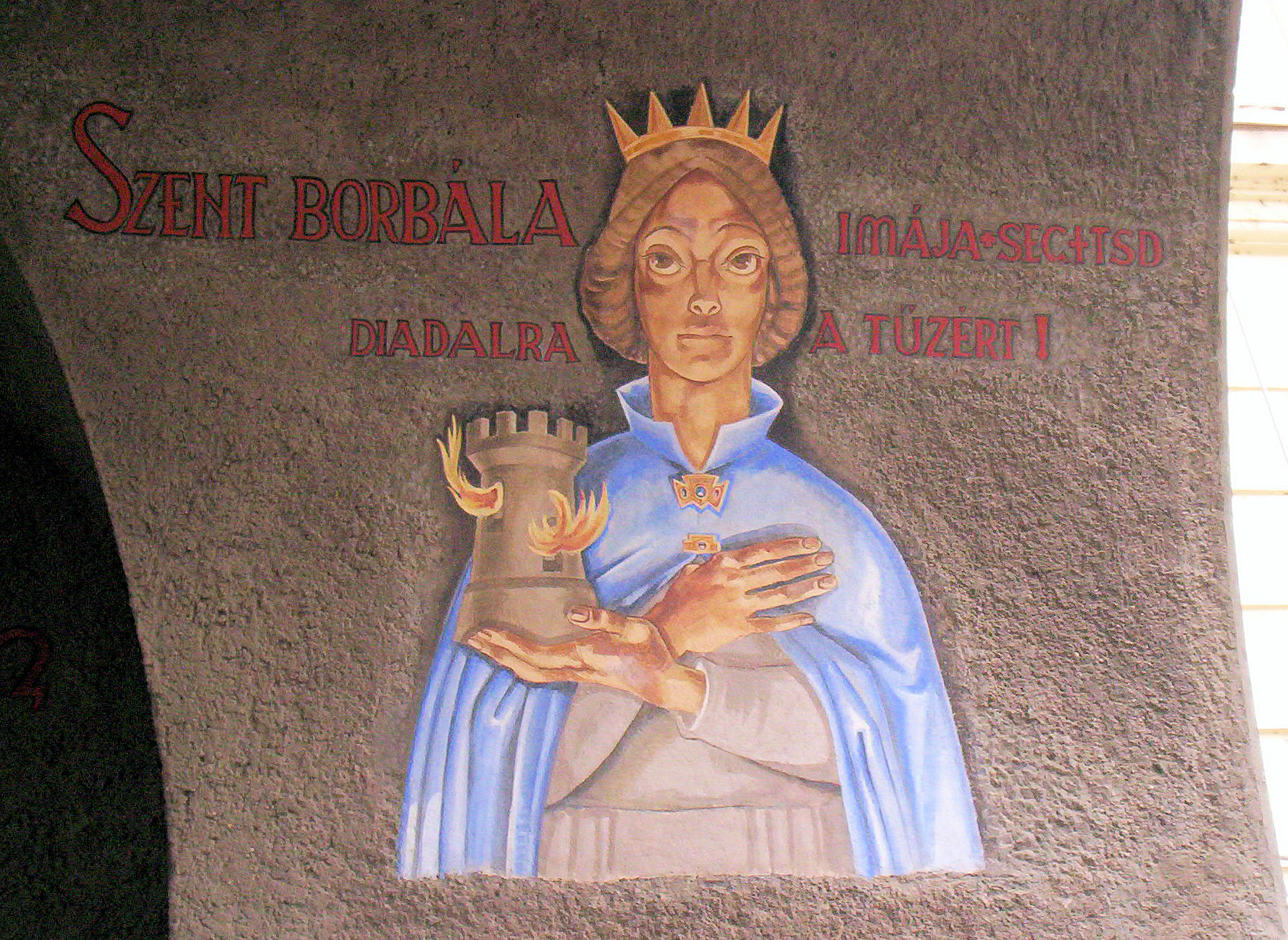
Szent Borbála

- Szent Borbála, a bányászok, tüzérek és tűzoltók védőszentje
- Cillei Borbála magyar királyné
- Brandenburgi Borbála magyar és cseh királyné, II. Ulászló 1. felesége
- Szapolyai Borbála lengyel királyné
- Skerlecz Borbála, gróf Batthyány József Sándor felesége, Batthyány Lajos édesanyja
- Molnár Borbála írónő, költőnő
- Pőcze Borbála, József Áronné, József Attila édesanyja
- Csuha Borbála színésznő
- Nádasdy Borbála írónő, színésznő, balettmester
- Dobozy Borbála csembaló művész
- Kállay Bori színésznő

### Egyéb Borbálák
- Péterfy Bori énekesnő
- borbálafű, más néven Szent Borbála vagy Szent Barba füve (latinul Barbarea vulgaris), évelő növény. Nevezik téli tormafűnek is.[4]
- Szent Borbála, dunai hajó Jókai Mór regényében, az Arany Emberben.
- Borbála fürdő, római kori fürdő Trierben
- Borbála, lőelemképző lokátor fedőneve, illetve típusjele (a név Szent Borbálára, a tüzérség védőszentjére utalt), melyet a második világháborúban fejlesztett ki a Bay Zoltán vezette tudós-mérnök csapat, s amelytől a Bay-csoport útja a világhírt hozó sikeres Hold-radar-kísérlethez, s a radarcsillagászat megalapításához vezetett.[8]